# Globicornis fasciata
Globicornis fasciata is een keversoort uit de familie spektorren (Dermestidae). De wetenschappelijke naam van de soort werd in 1859 gepubliceerd door Léon Marc Herminie Fairmaire & Brisout.